# Brits curlingteam (mannen)
Het Britse curlingteam vertegenwoordigt Groot-Brittannië in internationale curlingwedstrijden.

## Geschiedenis
Op het Europees en op het wereldkampioenschap treedt Groot-Brittannië nooit aan, aangezien daar Engeland, Schotland en Wales apart vertegenwoordigd worden. Noord-Ierland heeft geen eigen curlingteam. Eenzelfde situatie doet zich voor bij andere sporten, zoals voetbal. Op de Olympische Spelen wordt er echter met één team voor heel Groot-Brittannië aangetreden. Noord-Ieren mogen zelf kiezen of ze deel willen uitmaken van het Britse dan wel van het Ierse team.
Onder leiding van de Schot William Jackson werd Groot-Brittannië in 1924 de allereerste olympische kampioen curling. Pas in 1998 werd curling opnieuw een volwaardige olympische sport. In 2006 greep het team van David Murdoch nipt naast de bronzen medaille. Acht jaar later werd wel een tweede medaille veroverd. Het team rond diezelfde David Murdoch won zilver, nadat de finale verloren werd van Canada. In 2022 haalde Groot-Brittannië voor de derde keer in de geschiedenis de olympische curlingfinale. Het team rond skip Bruce Mouat verloor nipt van Zweden. De Britten vormen samen met de Zweden overigens het enige curlingteam dat aan elke editie van de Olympische Winterspelen heeft deelgenomen.

## Groot-Brittannië op de Olympische Spelen
| \| Jaar \| Plaats \| Skip \| WG \| W \| V \| PV \| PT \| \| ---- \| ------ \| ---------------- \| -- \| - \| - \| -- \| -- \| \| 1924 \| 1 \| William Jackson \| 2 \| 2 \| 0 \| 84 \| 11 \| \| 1998 \| 7 \| Douglas Dryburgh \| 7 \| 2 \| 5 \| 32 \| 47 \| \| 2002 \| 7 \| Hammy McMillan \| 9 \| 3 \| 6 \| 46 \| 57 \| \| 2006 \| 4 \| David Murdoch \| 9 \| 5 \| 4 \| 55 \| 54 \| \| 2010 \| 5 \| David Murdoch \| 9 \| 5 \| 4 \| 57 \| 44 \| \| 2014 \| 2 \| David Murdoch \| 12 \| 7 \| 5 \| 66 \| 68 \| \| 2018 \| 5 \| Kyle Smith \| 10 \| 5 \| 5 \| 60 \| 69 \| \| 2022 \| 2 \| Bruce Mouat \| 11 \| 9 \| 2 \| 75 \| 53 \| |        |                  |    |   |   |    |    |
| Jaar | Plaats | Skip             | WG | W | V | PV | PT |
| 1924 | 1      | William Jackson  | 2  | 2 | 0 | 84 | 11 |
| 1998 | 7      | Douglas Dryburgh | 7  | 2 | 5 | 32 | 47 |
| 2002 | 7      | Hammy McMillan   | 9  | 3 | 6 | 46 | 57 |
| 2006 | 4      | David Murdoch    | 9  | 5 | 4 | 55 | 54 |
| 2010 | 5      | David Murdoch    | 9  | 5 | 4 | 57 | 44 |
| 2014 | 2      | David Murdoch    | 12 | 7 | 5 | 66 | 68 |
| 2018 | 5      | Kyle Smith       | 10 | 5 | 5 | 60 | 69 |
| 2022 | 2      | Bruce Mouat      | 11 | 9 | 2 | 75 | 53 |

Andorra · Australië · België · Bosnië en Herzegovina · Brazilië · Bulgarije · Canada · China · Chinees Taipei · Denemarken · Duitsland · Engeland · Estland · Filipijnen · Finland · Frankrijk · Georgië · Griekenland · Groot-Brittannië · Guyana · Hongarije · Hongkong · Ierland · IJsland · India · Israël · Italië · Jamaica · Japan · Kazachstan · Kenia · Kirgizië · Kroatië · Letland · Liechtenstein · Litouwen · Luxemburg · Mexico · Nederland · Nieuw-Zeeland · Nigeria · Noorwegen · Oekraïne · Oostenrijk · Polen · Portugal · Puerto Rico · Qatar · Roemenië · Rusland · Saoedi-Arabië · Schotland · Servië · Slovenië · Slowakije · Spanje · Thailand · Tsjechië · Tsjecho-Slowakije · Turkije · Verenigde Staten · Wales · Wit-Rusland · Zuid-Korea · Zweden · Zwitserland